# Rhinocypha cognata
Rhinocypha cognata är en trollsländeart som beskrevs av Douglas E. Kimmins 1936. Rhinocypha cognata ingår i släktet Rhinocypha och familjen Chlorocyphidae. Inga underarter finns listade i Catalogue of Life.